# Шемаров, Алексей Николаевич
Алексей Николаевич Шемаров (род. 16 сентября 1982, Калининград) — Заслуженный мастер спорта Республики Беларусь, борец вольного и греко-римского стилей. Неоднократный чемпион Беларуси по вольной борьбе, чемпион мира 2011 года в Стамбуле (Турция), вице-чемпион I Европейских игр в Баку (Азербайджан), вице чемпион Европы 2010 года, дважды победитель «Гран При Ивана Ярыгина». Впервые за историю современной России для Калининградской области завоевал золотую медаль чемпионата мира по вольной борьбе. С 2019 года выступает на соревнованиях среди глухих по вольной и греко-римской борьбе. В апреле 2019 победил на чемпионате России среди глухих в вольной и греко-римской борьбе. В ноябре 2019 года победил на чемпионате Европы по борьбе среди глухих в вольной борьбе  Olympic champion London 2012

## Спортивная карьера
III место в 2002 году на чемпионате России

II место в 2003 году на Кубке мира в Баку

III место в 2006 году «Иван Ярыгин»

I место в 2007 году «Иван Ярыгин»

III место в 2007 году на чемпионате России

I место в 2007 году на кубке мира в Красноярске

II место в 2008 году на чемпионате России

III место в 2010 году на чемпионате Европы в Баку

II место в 2011 году на чемпионате Европы в Дортмунде

I место в 2011 году на чемпионате мира

I место в 2012 году на кубке мира в Баку (личный зачет)
VIII место в Олимпийских играх в Лондоне

I место в 2014 году на кубке мира в Лос-Анджелесе (личный зачет)

V место в 2014 году на чемпионате мира в Ташкенте

II место в 2015 году на первых европейских играх в Баку
I место в 2019 году на чемпионате России среди глухих (вольная борьба, греко-римская борьба)

I место в 2019 году на чемпионате Европы в Гомеле среди глухих (вольная борьба)

I место в 2021 году на чемпионате Мира по спортивной борьбе среди слабослышащих в Стамбуле (вольная борьба, греко-римская борьба)

## Работа и общественная деятельность
На данный момент[какой?] Алексей Шемаров занимает должность советника главы администрации Гурьевского городского округа Калининградской области, Вице — президента федерации спортивной борьба Калининградской области.

## Семья
Женат. Воспитывает четверых детей — сына и трёх дочерей.